# Distrito de Riesa-Großenhain
El distrito de Riesa-Großenhain (en alemán: Landkreis Riesa-Großenhain) fue, entre 1994 y 2008 un Landkreis (distrito) ubicado al noroeste del land (estado federado) de Sajonia (Alemania). Limitaba al norte con el land de Brandeburgo (distritos de Elba-Elster y Alto Bosque del Spree-Lusacia), al oeste con el distrito de Kamenz, al sur con el distrito de Meißen y al oeste con los distritos de Döbeln y Torgau-Oschatz. La capital del distrito se encontraba en la ciudad de Großenhain.

## Historia
El distrito fue creado administrativamente en el año 1994 por la fusión de los antiguos distritos de Riesa y Großenhain. Desapareció el 1 de agosto de 2008, al ser absorbido por el distrito de Meissen, en el marco de la nueva reforma territorial de Sajonia, efectuada por ley del land de 29 de enero de 2008.

## Composición del distrito
(Número de habitantes a 30 de septiembre de 2005)
| Ciudades 1. Gröditz (7.941) 2. Großenhain (16.408) 3. Riesa (36.758) 4. Strehla (4.243) | Municipios 1. Ebersbach (4.985) 2. Glaubitz (2.102) 3. Hirschstein [Sitz: Prausitz] (2.448) 4. Lampertswalde (2.026) 5. Nauwalde [Sitz: Spansberg] (1.118) 6. Nünchritz (6.682) 7. Priestewitz (3.575) 8. Röderaue [Sitz: Frauenhain] (3.336) 9. Schönfeld (2.051) 10. Stauchitz (3.516) 11. Tauscha (1.553) 12. Thiendorf (2.280) 13. Weißig a. Raschütz [Sitz: Blochwitz] (977) 14. Wildenhain (1.754) 15. Wülknitz (1.852) 16. Zabeltitz (2.962) 17. Zeithain (6.633) |